# 時代小説大賞
時代小説大賞（じだいしょうせつたいしょう）は、1990年から1999年にかけて講談社の主催により行われた公募新人文学賞である。第10回をもって終了した。受賞者には賞金1000万円が授与され、受賞作は講談社より刊行、また第8回目までの作品は朝日放送によりテレビドラマ化され、全国ネットで放送された。のちに直木賞を受賞する乙川優三郎と松井今朝子を輩出した。

## 受賞作一覧
- 第1回（1990年） 鳥越碧 「雁金屋草紙」
- 第2回（1991年） 羽太雄平 「本多の狐」
- 第3回（1992年） 吉村正一郎 「西鶴人情橋」
- 第4回（1993年） 藤井素介 「流人群像　坩堝の島」（改題「海鳴りやまず 八丈流人群像」）
- 第5回（1994年） 大久保智弘 「わが胸は蒼茫たり」
- 第6回（1995年） 中村勝行 「蘭と狗」
- 第7回（1996年） 乙川優三郎 「霧の橋」
- 第8回（1997年） 松井今朝子 「仲蔵狂乱」
- 第9回（1998年） 平山寿三郎 「東京城の夕映え」
- 第10回（1999年） 押川國秋 「八丁堀慕情・流刊の女」

## 選考委員
尾崎秀樹、津本陽、半村良、平岩弓枝、村松友視